# Hedsmalbi
Hedsmalbi (Lasioglossum villosulum) är en biart som först beskrevs av William Kirby 1802. Den ingår i släktet smalbin och familjen vägbin.

## Beskrivning
Ett övervägande svart bi. Honans huvud har svagt upphöjd clypeus (munsköld) och panna. Detta förekommer inte hos hanen, men hans munsköld kan ha en svag, gulaktig fläck på spetsen. Även antennernas undersida hos hanen kan vara dovt gulaktig. Vingbaserna, hos båda könen, är också de dovt gula. Till skillnad från många andra arter i släktet saknas några vita hårfläckar på tergiterna. Arten är liten: Kroppslängden är omkring 7 mm hos honan, 6 till 7 mm hos hanen.
Trivs i grustag men påträffas också i vägkanter, på ruderatmark, på torrbackar, gräsmattor inne i samhällen och i skogsbygd. 

## Ekologi
Habitatet utgörs av relativt torra områden som grustag, skogsbryn, torrbackar, ruderatområden, väg- och ängskanter och gräsmattor, både i skogar och i bebyggda områden.
I sydligare områden (åtminstone norrut till norra Frankrike och Tyskland) har hedsmalbiet två generationer per år. En tidig, bestående av föregående års övervintrande honor, och en sen, mera småväxt, som består av både honor och hanar. Det är mera tveksamt om arten har mer än en generation i Norden.

### Näringsväxter
Arten är polylektisk, men föredrar gulblommiga medlemmar av familjen korgblommiga växter. Andra blommor som besöks är flockblommiga växter, smörblommor, strävbladiga växter, vindeväxter, grobladsväxter och rosväxter. Flygperioden varar från mitten av april till oktober/tidigt november för honor, juli till mitten av oktober för hanar.

### Fortplantning
Arten är solitär, och varje hona gräver själv ut sina underjordiska bon. Emellertid brukar bona uppföras i kolonier, och det kan inträffa att två honor samsas om samma ingång. Boingången är ett vertkalt schakt med en liten hög kring ingången. Schaktet har vertikala sidogångar som var och en mynnar i en larvcell. Varje cell fylls med näring (pollen), honan lägger ett ägg ovanpå och försluter sedan cellen.
Flera arter blodbin, speciellt småblodbi och punktblodbi, är boparasiter på hedsmalbiets bon där de lägger ägg vars larv utnyttjar den insamlade näringen efter det att blodbihonan förstört värdägget eller den nykläckta värdlarven. Även gökbiet Nomada distinguenda kan parasitera boet på samma sätt, även om det i det fallet är gökbilarven själv som dödar värdägget eller värdlarven.

## Utbredning
Utbredningsområdet sträcker sig från Azorerna och Kanarieöarna i väster över Brittiska öarna, Ukraina, Ryssland och Grekland till Mongoliet, Japan och nordöstra Kina i öster. I norr når den 64° N i Finland, medan den når till Nordafrika över Arabiska halvön och Indien (delstaten Himachal Pradesh) till Taiwan och Malaysia i söder och sydöst.
Underarten Lasioglossum villosulum trichopse förekommer i Manchuriet, norra Japan, Taiwan och söderut till Malaysia.
Globalt är arten klassificerad som livskraftig.
I Sverige är arten förhållandevis vanlig i Götaland och Svealand, men mera fragmenterad i södra Norrland. Den är klassificerad som livskraftig ("LC").
I Finland förekommer arten på Åland, vid sydkusten, samt åt nordost upp till Mellersta Finland och Norra Karelen. Även i Finland är den klassificerad som livskraftig.